# Bát vạn Đại tạng kinh
Bát vạn Đại tạng kinh (Hanja: 八萬大藏經; Hangul: 팔만 대장경; phiên âm Latin: Palman Daejanggyeong), còn gọi là Cao Ly Đại tạng kinh (高麗大藏經 / 고려 대장경) hay Cao Ly Tam tạng (tiếng Anh: Tripitaka Koreana) là một bộ tập hợp các bản khắc kinh Phật Hán văn trên 81.000 khối gỗ in được thực hiện dưới thời vua Cao Ly Cao Tông vào thế kỷ 13. Đây là phiên bản Đại tạng kinh được bảo tồn nguyên vẹn và đầy đủ nhất về giáo quy bằng chữ Hán của thế giới, không có lỗi hay đính chính nào với 52.382.960 chữ được sắp xếp thành hơn 1496 đề mục và 6568 tập. Mỗi miếng gỗ có kích thước 70x24cm. Chiều dày của miếng gỗ khoảng 2,6–4 cm và mỗi tấm nặng khoảng 3–4 kg. Tác phẩm chạm khắc được lưu giữ ở chùa Haeinsa (Hải Ấn tự), tỉnh Nam Gyeongsang, Hàn Quốc.
Bát vạn đại tạng kinh được khắc lần đầu vào năm 1018, khi Cao Ly bị người Khiết Đan xâm lược trong cuộc chiến tranh Cao Ly-Khiết Đan lần thứ 3. Việc khắc chạm kinh này được xem là mang lại may mắn cầu nguyện Đức Phật cứu giúp.
Cao Ly Đại tạng kinh được dùng làm nguồn tham khảo cho ấn bản Taisho Shinshu Daizokyo của Nhật Bản.
Ủy ban UNESCO đánh giá Bát vạn đại tạng kinh là một trong những tác phẩm vô giá không chỉ là "bản khắc quan trọng và đầy đủ nhất về học thuyết Phật giáo trên thế giới mà nó còn có giá trị về mặt thẩm mỹ chứng tỏ một trình độ tay nghề cao". Bát vạn đại tạng kinh đã được UNESCO công nhận là di sản tư liệu thế giới.